# سته لینهاس آئرئاس
سته لینهاس آئرئاس (به انگلیسی: SETE Linhas Aéreas) یک شرکت هواپیمایی با کد یاتا 5O است که در ۱۹۹۹ میلادی تأسیس شده‌است. دفتر مرکزی سته لینهاس آئرئاس در گویانیا، گوییاس، برزیل واقع شده‌است و به ۱۸ مقصد، پرواز انجام می‌دهد.